# Spannungstrajektorien

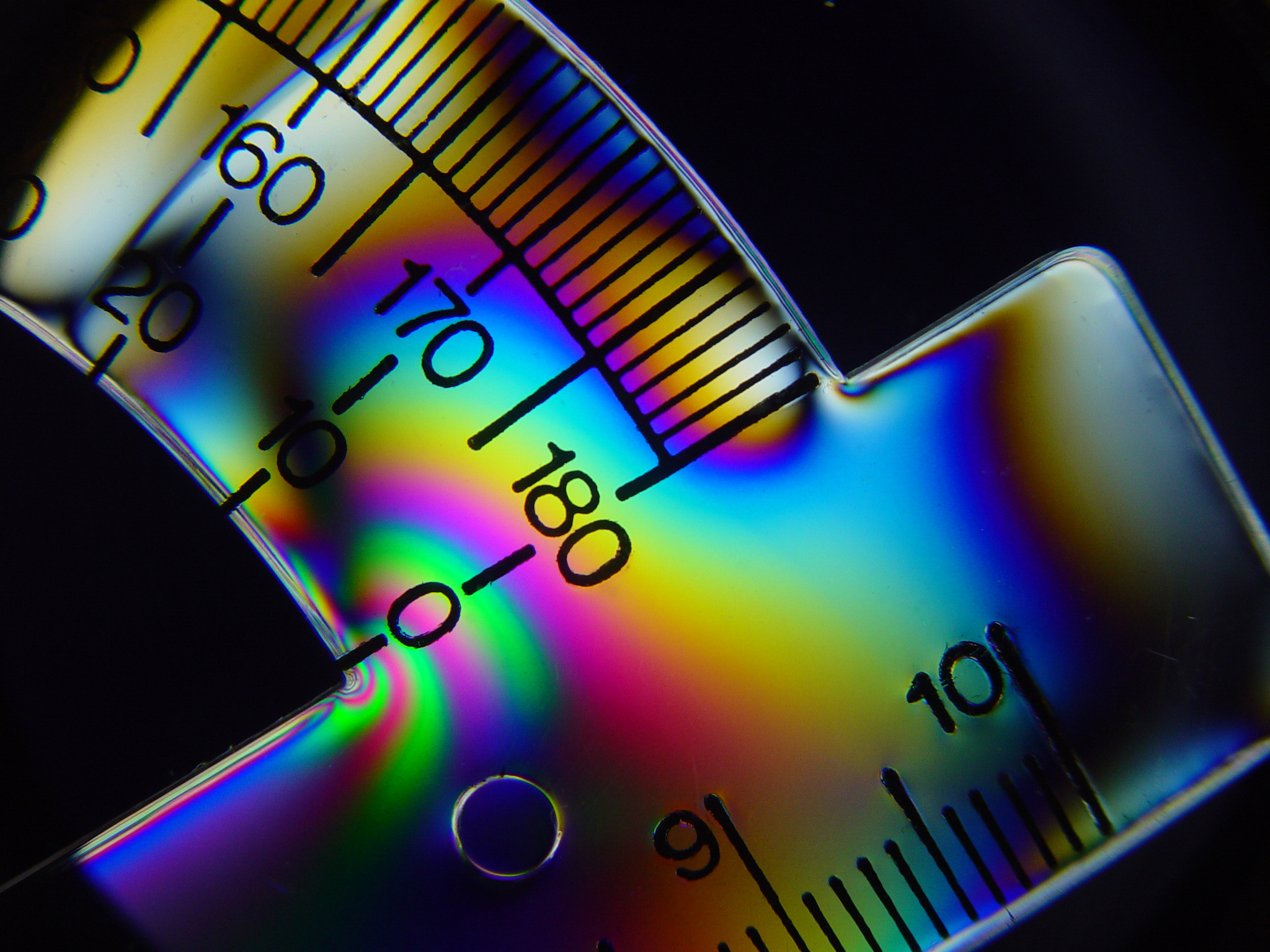
Spannungstrajektorien durch spannungsoptische Linien im polarisierten Licht sichtbar gemacht

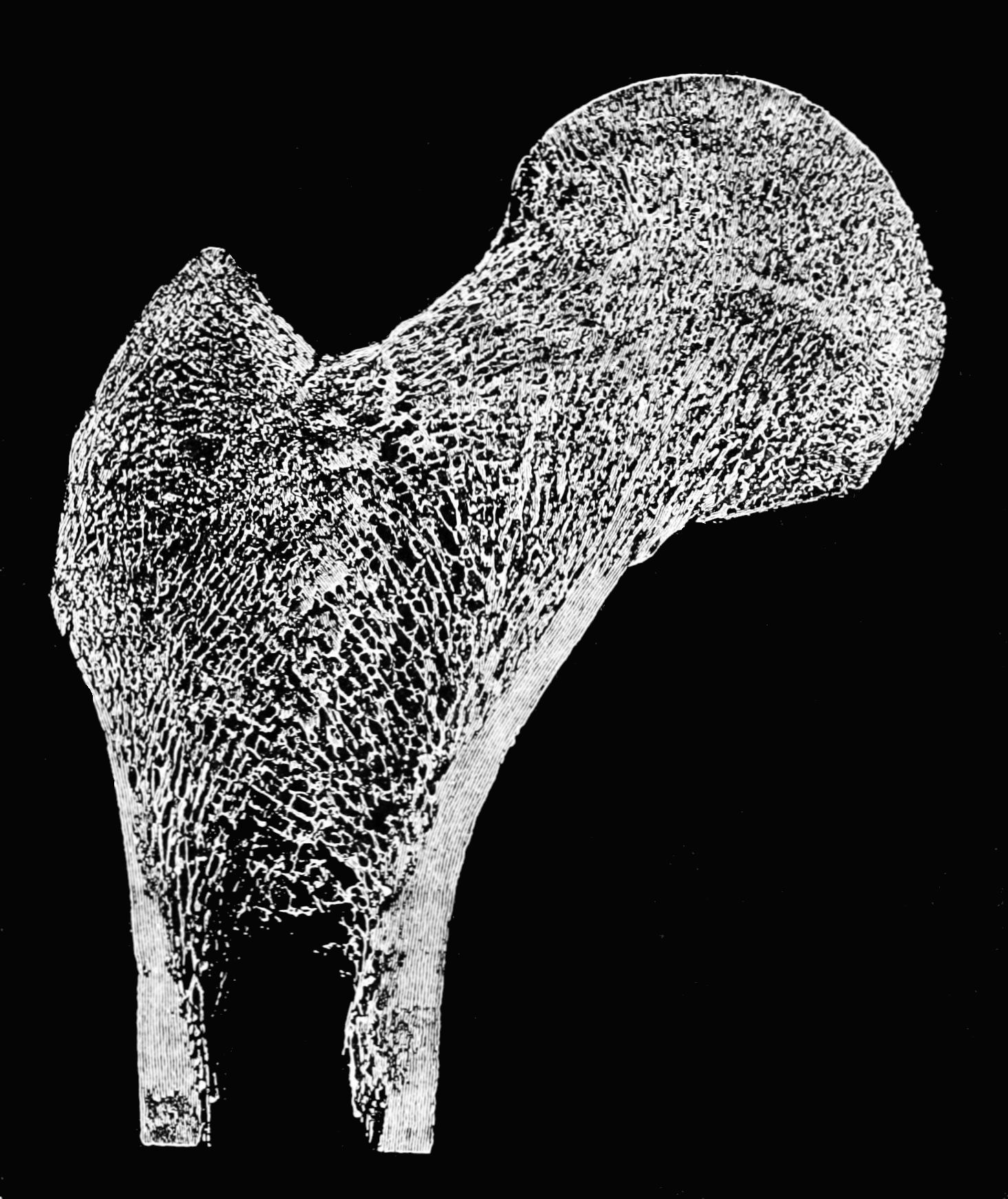
Trabekel im Verlauf der Spannungtrajektorien am Anschliffpräparat eines Oberschenkelknochens (Oberschenkelkopf und -hals), der nur noch aus mineralischen Bestandteilen besteht

Die Spannungstrajektorien (Einzahl: Spannungstrajektorie) sind Begriffe der Balkentheorie und geben als Vektoren die Richtung der Hauptspannungen innerhalb eines Festkörpers an, der von Kräften belastet ist. Diese Hauptspannungen weichen in ihrer Richtung vor allem im Bereich der unmittelbaren Krafteinwirkung von den theoretisch ermittelten Werten ab und zergliedern sich in Zugspannungen sowie rechtwinklig darauf stehende Druckspannungen. Die Spannungstrajektorien stellen einen optimalen Verlauf der Zug- und Druckglieder dar, da in der von ihnen bestimmten Richtung sämtliche Schubspannungen fehlen.
Ermittelt werden die Spannungstrajektorien in erster Linie mit der Methode der finiten Elemente sowie mit Hilfe der Spannungsoptik.
Ein prominentes Beispiel für die Darstellung von Spannungtrajektorien bilden die Röhrenknochen von Wirbeltieren: Während der Schaftquerschnitt des Knochens entsprechend der Balkentheorie im Sinne eines optimalen Flächenträgheitsmomentes geformt ist, bilden die Spongiosa in der Nähe der Gelenke die Spannungstrajektoren für viele Lastfälle ab.
Ein weiterer Fall des Auftretens von Spannungstrajektorien findet sich bei der Oberfläche einer dünnwandigen Kugel. Bei einer Belastung der Kugel durch eine Druckkraft wird die Kraft entlang der Meridiane in eine Druckspannung zerlegt, während entlang der Breitenkreise die im rechten Winkel anstehenden Zugspannungen auftreten. Der Effekt tritt auch bei den hartschaligen Eiern der Vögel auf, sofern die Druckkraft auf die Spitze des Eis sowie an seinem stumpfen Ende wirkt. Die Spannungstrajektorien liefern somit die physikalische Erklärung für das Phänomen, dass ein rohes Hühnerei nicht zerplatzt, wenn man es zwischen diesen beiden Stellen mit Daumen und Zeigefinger zusammendrückt.